# Rio Tietê
Rio Tietê är en östlig biflod till Paranáfloden. Den har sina källor i västra Serra do Mar i brasilianska delstaten São Paulo, som den genomrinner i nordvästlig riktning. Längden är omkring 1200 kilometer. Tietê bildade i oreglerat tillstånd under sitt lopp ett 50-tal katarakter och forsar.